# Detención automática de tren (ATS)

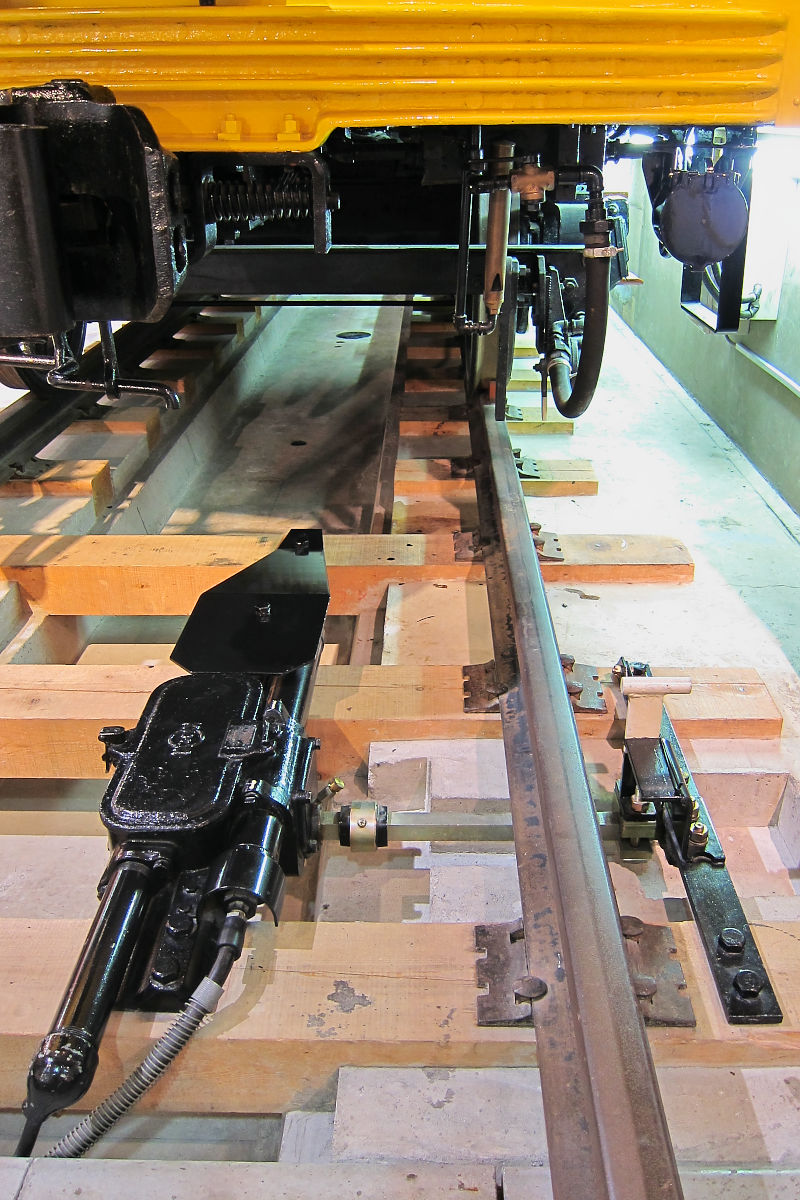
Sistema ATS mecánico utilizado con anterioridad en la Línea Ginza del Metro de Tokio

La detención automática de tren (ATS por su nombre en inglés Automatic train stop) es un sistema de seguridad ferroviaria que detiene al tren automáticamente frente a ciertas situaciones (falta de respuesta del conductor, vía sin salida, violación de una señal, etc.) y previene la ocurrencia de accidentes. En algunas situaciones funciona como un interruptor de hombre muerto.

## Tecnología
Los sistemas ATS pueden ser mecánicos, donde un brazo se eleva sobre la vía para accionar una palanca en el tren que activa los frenos y corta el suministro eléctrico. Los sistemas mecánicos del mundo son generalmente incompatibles entre sí. Los sistemas mecánicos no son adecuados para altas velocidades, superiores a 110 km/h.
Los sistemas ATS también pueden ser magnéticos o indictivos, sin contacto. También suelen ser incompatibles. Pueden utilizarse en altas velocidades.